# TZ Гончих Псов
TZ Гончих Псов (лат. TZ Canum Venaticorum) — одиночная переменная звезда в созвездии Гончих Псов на расстоянии (вычисленном из значения параллакса) приблизительно 17 920 световых лет (около 5495 парсек) от Солнца. Звёздная величина диапазона CV звезды — от +14,5m до +13,4m.
Открыта Николаем Ефимовичем Курочкиным в 1959 году*.

## Характеристики
TZ Гончих Псов — жёлто-белая пульсирующая переменная звезда типа RR Лиры (RRAB) спектрального класса F. Эффективная температура — около 6483 K.